# São José do Herval
São José do Herval é um município brasileiro do estado do Rio Grande do Sul.

## Geografia
Localiza-se a uma latitude 29º02'39" sul e a uma longitude 52º17'43" oeste, estando a uma altitude de 680 metros.
Possui uma área de 101,52 km² e sua população estimada em 2004 era de 2.568 habitantes. 
Pertence a microrregião de Soledade. 